# Kreuthäusl
Kreuthäusl ist eine Einzelsiedlung der Gemeinde Bockhorn im Landkreis Erding in Oberbayern.
Sie liegt vier Kilometer nordöstlich von Bockhorn entfernt im tertiären Isar-Inn-Hügelland (Erdinger Holzland).
Die Bundesstraße 388 verläuft direkt an der Einöde vorbei.

## Geschichte
Der Ort gehörte bis 1972 zu der ehemaligen Gemeinde Eschlbach und kam bei deren Auflösung zur Gemeinde Bockhorn.